# Eucynorta quadripustulata
Eucynorta quadripustulata is een hooiwagen uit de familie Cosmetidae.